# ノヴォモスコフスク
座標: 北緯54度2分 東経38度16分 / 北緯54.033度 東経38.267度

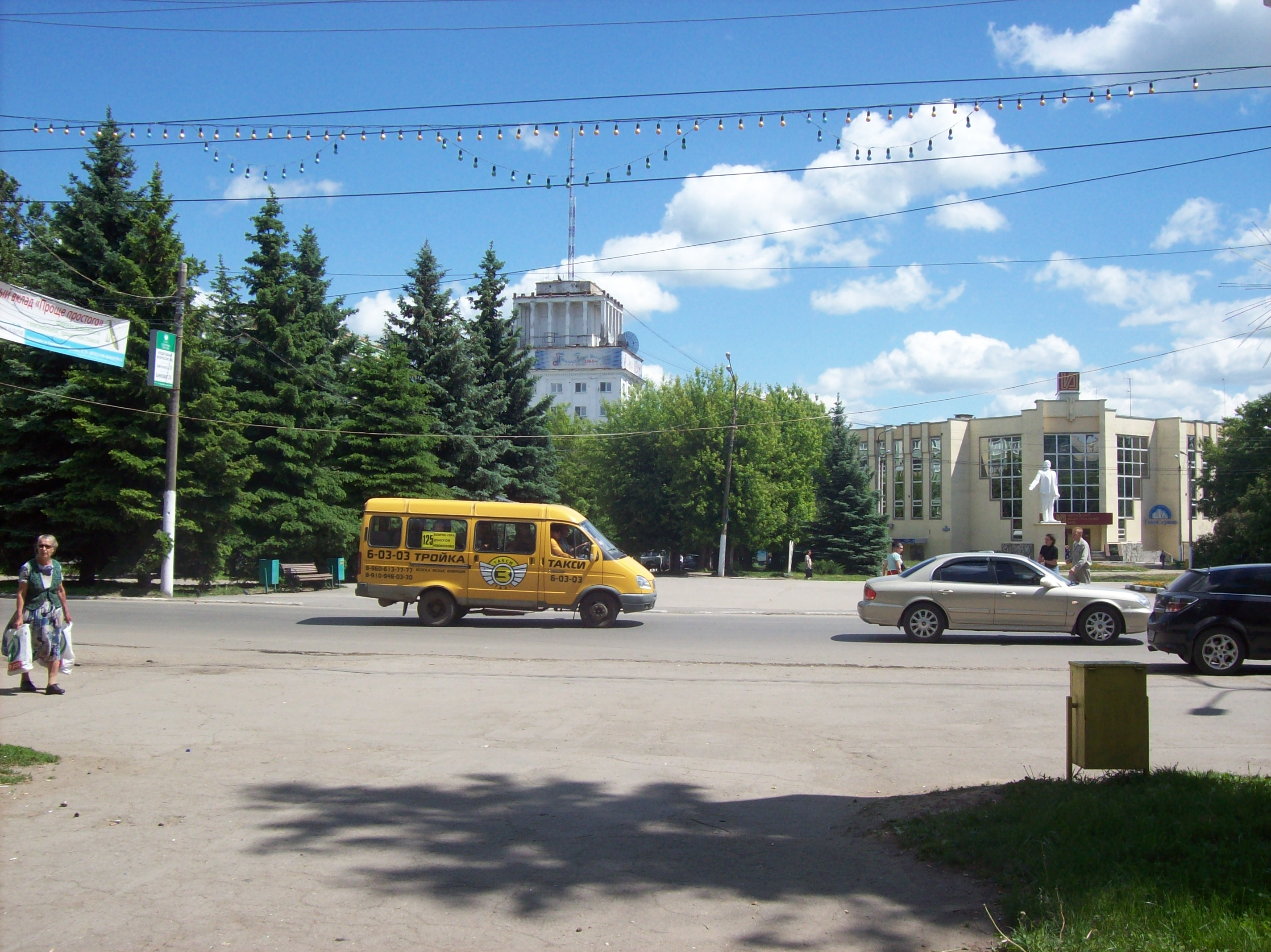
市街地のマルシュルートカ（乗合タクシー）

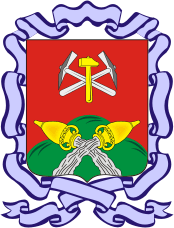
ノヴォモスコフスクの紋章

ノヴォモスコフスク（ロシア語: Новомоско́вск、ラテン文字表記の例: Novomoskovsk）は、ロシアのトゥーラ州にある都市。人口は11万9697人（2021年）。ソビエト連邦最大級の化学コンビナート「アゾート」（Азот、「窒素」）の建設に伴い1930年に誕生した都市である。1934年以前はボブリキ（ボーブリキ、Бо́брики、Bobriki）と呼ばれた。1934年から1961年までの間はスタリノゴルスク（Сталиного́рск、Stalinogorsk）と改称されていたが、1961年に現在の名に変更された。

## 地理

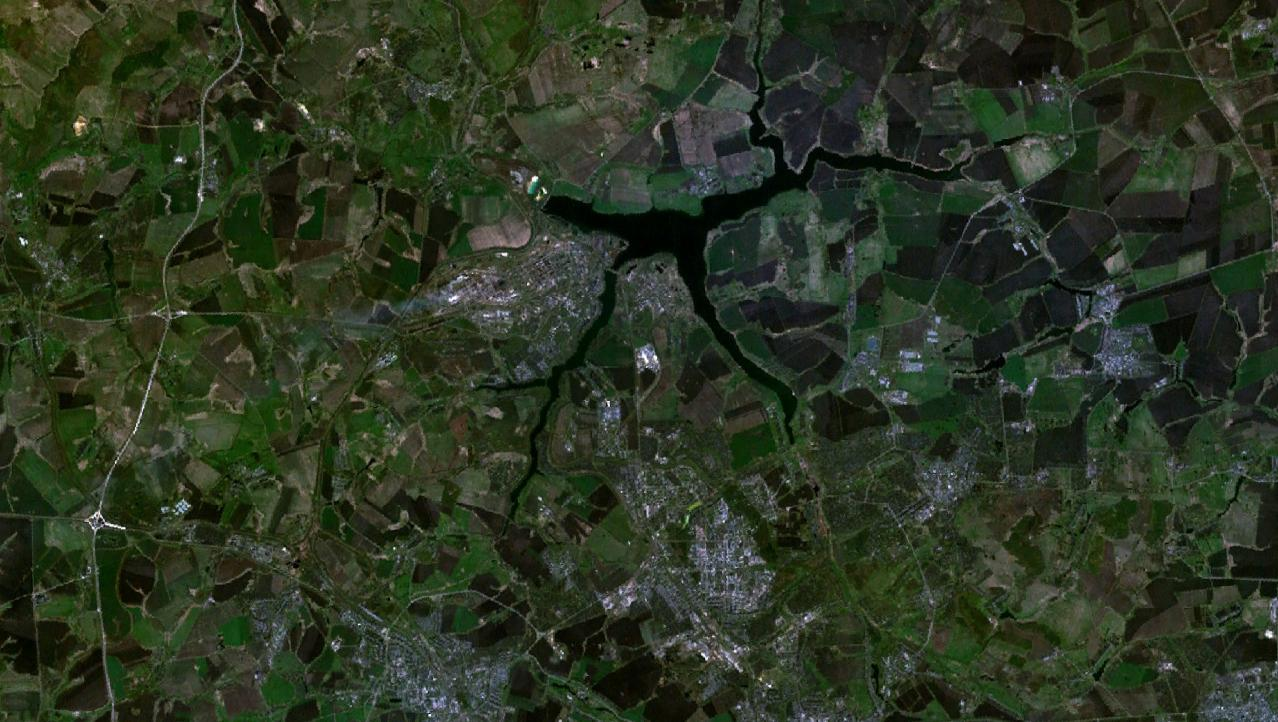
ノヴォモスコフスクの衛星画像、中央にシャツコエ湖があり、周囲に市街地が散在する

州都トゥーラからは南東へ55km、首都モスクワからは南へ220km。ノヴォモスコフスク地区の行政中心地になっている。
中央ロシア高地の中にある町で、標高は236m。市域内にドン川の源流がある。また、シャト川（Шат）を堰き止めたダム湖・シャツコエ湖が中心にあり、工場の水源として活用されている。市の紋章には、シャト川とドン川の源流であることを示す水瓶が描かれている。
市域内の森林の比率は低いが、市街地には豊かな公園がある。一方で、ソ連時代末期には工場や炭鉱の活動に伴う環境破壊が深刻で、トゥーラ州南部の他の地域同様にチェルノブイリ原子力発電所事故に伴う放射能汚染もみられた。

## 歴史
かつてこの地はボブリキという村であった。

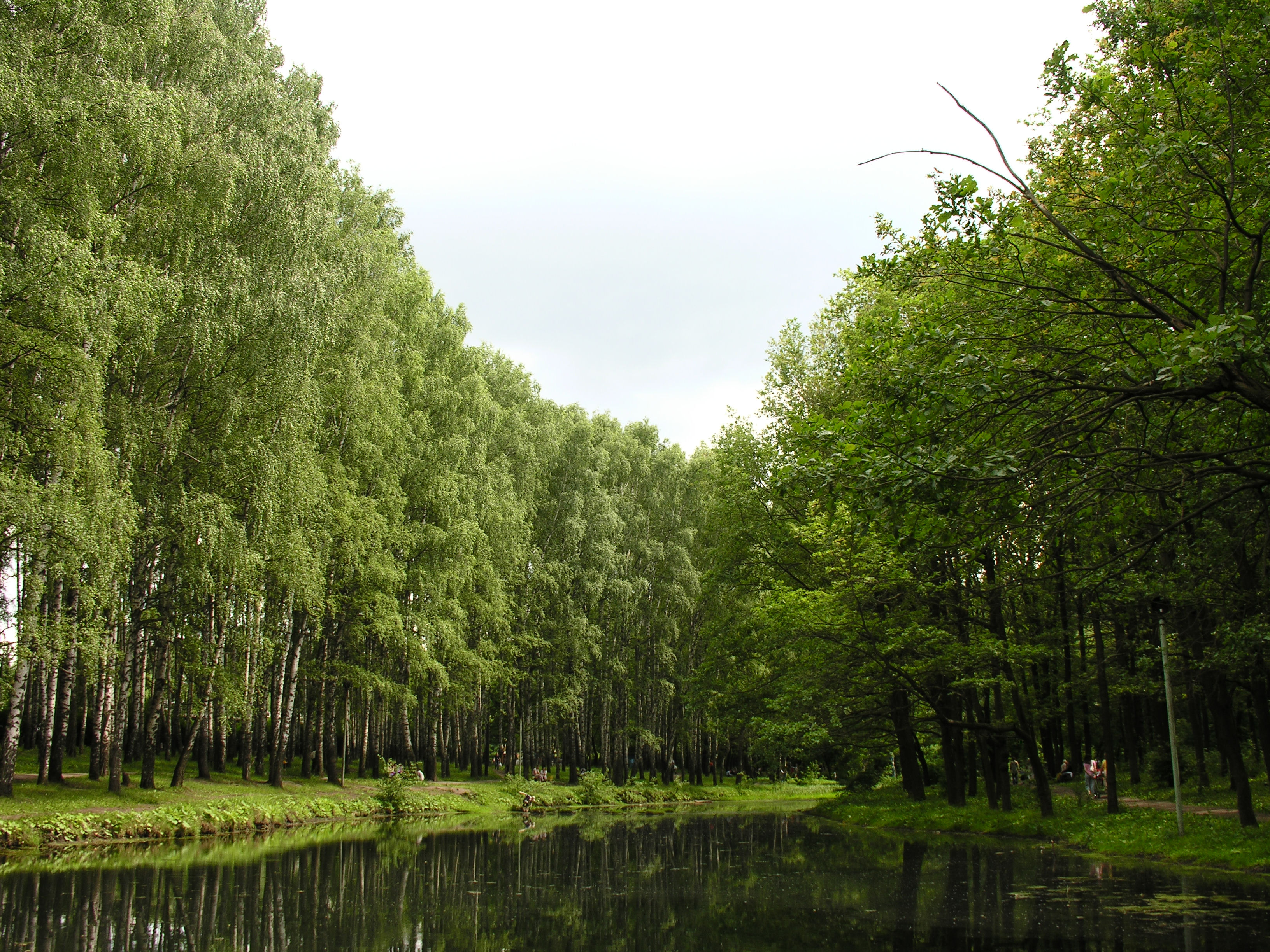
子供公園の貯水池

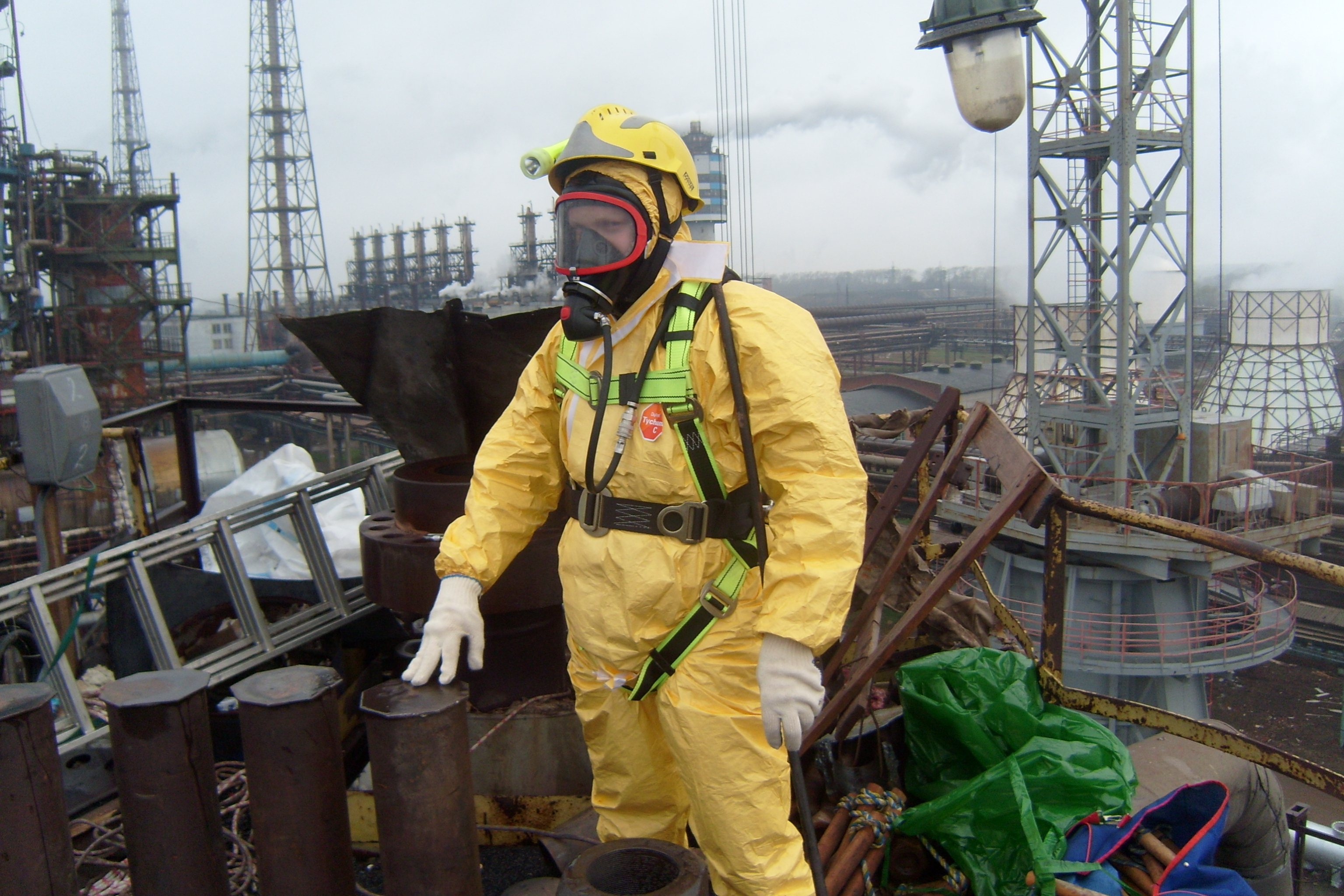
化学コンビナート。レスキュー訓練

1762年、皇帝エカテリーナ2世と愛人グリゴリー・オルロフの間に不義の子が生まれ、首都から離れたこの地で育てられた。彼は長じてボブリキ村の名にちなんでアレクセイ・ボーブリンスキーと名乗り、大貴族ボーブリンスキー家の始祖となった。ボーブリンスキー家はこの地に邸宅を構え、19世紀末には周囲の工業化を進めた。
ソ連時代には褐炭の採掘の中心地として栄えた。褐炭の豊富な資源を利用するため重化学コンビナート建設が進められ、1930年には市の地位を得てボブリキ市となった。1934年にはヨシフ・スターリンにちなみスタリノゴルスクと改名されたが、スターリン没後の1961年にノヴォモスコフスクと改名された。
第二次世界大戦（独ソ戦）では、1941年末にドイツ国防軍に占領され、17日後にパルチザンや赤軍部隊の反攻によって解放されたが、市街地は大きな損害を受けた。戦後はコンビナートを中心に都市が拡大し、1971年1月14日にはノヴォモスコフスク市に対し労働赤旗勲章が与えられた。
2008年には20km東にあるソコリニキ市（2002年の人口11,142人）を合併した。ソコリニキも炭鉱の町として栄え、1958年からは独立した市となっていたが、褐炭の枯渇とともに衰えていた。

## 産業と交通
ノヴォモスコフスク市は中央ロシアの石炭地帯にあり、炭鉱とともに大きくなった町だが、現在は褐炭採掘は衰退し、化学工場（アゾート社）に産業の主役の座を譲っている。その他、ドイツやアメリカなどの大手企業が機械工場や日用品工場などを運営している。
モスクワからウズロヴァヤへの鉄道が、ノヴォモスコフスク市街地および周囲の炭坑や工場を結ぶように通る。また、市街地の西方を、モスクワからヴォロネジを経てロストフ・ナ・ドヌへ向かうM4幹線道路が通る。市内交通は路面電車、バス、マルシュルートカが担う。

## 教育と文化
市内にはドラマ劇場やピオネール宮殿などの文化施設、オーケストラ、子供鉄道などがある。大学や企業のスポーツクラブ、例えばサッカーのクラブチームも盛んに活動を行う。
ソ連時代に成立した市街地には長年宗教施設がなかったが、ソ連崩壊後にいくつかの聖堂や修道院が開設された。周囲の村落や炭鉱町には、古くからの聖堂も存在する。
ノヴォモスコフスクには多くの高等教育機関も存在する。ロシア化学技術大学研究所が代表的なものであり、ロシア教育アカデミー大学の分校もある。また化学産業に関する専門的な教育を行う大学もあり、化学工業の職場環境や安全に関する教育、化学兵器の貯蔵や廃棄に関する教育などを行っている。

## 姉妹都市
- クレメンチューク、ウクライナ
- クシャダス、トルコ
- プリエヴィドザ、スロバキア
- バブルイスク、ベラルーシ